# 1977 v dopravě
Tento článek obsahuje seznam událostí souvisejících s dopravou, které proběhly roku 1977.

## Události
- 27. března

 Letecké neštěstí na Tenerife 1977 – na ostrově Tenerife se srazila letadla Boeing 747 společností KLM a Pan Am. Bilance 583 mrtvých.
- 27. května 1977

 Při havárii letadla Iljušin Il-62 společnosti Aeroflot na letišti v Havaně zahynulo 69 lidí.
- 8. července 1977

 Na dálnici D1 byl uveden do provozu zatím nejdelší souvislý úsek Mirošovice – Hořice (okres Pelhřimov) o celkové délce 53,7 km. Součástí úseku byly dálniční mosty přes Sázavu u Hvězdonic a přes Želivku u Bernartic. Do provozu bylo uvedeno také středisko údržby dálnice v Lokti u Čechtic. Na celém úseku se nachází 7 sjezdů z dálnice obsluhující zejména území okr. Benešov.
- 25. září 1977

 Nádraží Pont-Marcadet v Paříži bylo uzavřeno kvůli výstavbě trati RER.
- 29. září 1977

 V Petrohradu otevřen úsek metra první linky mezi stanicemi Avtovo a Prospekt Veteranov, zároveň byla zrušena stanice Dačnoje.

## Neznámé datum
Minsk a Nižnij Novgorod začínají s výstavbou vlastních podzemních drah.
 Otevřeno metro v Taškentu; jeho první úsek.